# Burosse-Mendousse
Burosse-Mendousse è un comune francese di 61 abitanti situato nel dipartimento dei Pirenei Atlantici nella regione della Nuova Aquitania.

## Società

### Evoluzione demografica
Abitanti censiti